# Céline Naef
Céline Naef (Feusisberg, 25 giugno 2005) è una tennista svizzera.

## Biografia

### Carriera junior
Ha avuto una carriera da junior molto ricca. Ha raggiunto la 4ª posizione del ranking ITF. Nel 2022, Céline ha vinto il prestigioso torneo Trofeo Bonfiglio, di categoria Grade A. Sempre lo stesso anno, la Naef ha raggiunto la finale agli Open di Francia 2022 - Doppio ragazze insieme alla ceca Nikola Bartůňková. Nel mese di luglio, ha partecipato nella finale dell'European Youth Championship tenutosi a Klosters, in Svizzera. In questa circostanza è stata sconfitta dalla andorrana Victoria Jiménez Kasintseva.

### Carriera professionistica
Céline Naef ha vinto 7 titoli in singolare e 6 titoli in doppio nel circuito ITF in carriera. Il 22 maggio 2023 ha raggiunto il best ranking in singolare raggiungendo la 196ª posizione mondiale, mentre il 12 giugno 2023 ha raggiunto la 441ª posizione in doppio.
Ha fatto il suo debutto nel circuito maggiore al Libéma Open 2023, grazie ad una wildcard. Nel suo primo incontro, sconfigge a sorpresa la ex numero uno del mondo Venus Williams in rimonta in tre set, conquistando la vittoria più significativa della sua carriera nel suo primo torneo del circuito maggiore; al secondo turno si rende protagonista di un’altra rimonta, contro la n°62 Caty McNally, vincendo con lo score di 3-6, 6-4, 6-3 raggiungendo così i primi quarti di finale.

## Circuito WTA 125

### Singolare

#### Sconfitte (1)
| N. | Data             | Torneo                   | Superficie  | Avversaria in finale | Punteggio |
| 1. | 15 dicembre 2024 | Open de Limoges, Limoges | Cemento (i) | Viktorija Golubic    | 5-7, 4-6  |

### Doppio

#### Vittorie (1)
| N. | Data            | Torneo                         | Superficie  | Compagna       | Avversarie in finale       | Punteggio |
| 1. | 2 dicembre 2023 | Andorrà Open, Andorra la Vella | Cemento (i) | Ėrika Andreeva | Tímea Babos Heather Watson | 6-2, 6-1  |

#### Sconfitte (2)
| N. | Data            | Torneo                          | Superficie  | Compagna        | Avversarie in finale                 | Punteggio   |
| 1. | 26 luglio 2024  | Polish Open, Varsavia           | Cemento     | Nina Stojanović | Weronika Falkowska Martyna Kubka     | 4-6, 6(5)-7 |
| 2. | 8 dicembre 2024 | Open Angers Arena Loire, Angers | Cemento (i) | Belinda Bencic  | Monica Niculescu Elena-Gabriela Ruse | 3-6, 4-6    |

## Statistiche ITF

### Singolare

#### Vittorie (7)
| Torneo $100.000 (0) |
| Torneo $80.000 (1)  |
| Torneo $60.000 (1)  |
| Torneo $40.000 (1)  |
| Torneo $25.000 (2)  |
| Torneo $15.000 (2)  |

| N. | Data              | Torneo                                   | Superficie  | Avversaria in finale      | Punteggio        |
| 1. | 13 marzo 2022     | Magic Hotel Tours, Monastir              | Cemento     | Lara Schmidt              | 3-6, 6-2, 7-5    |
| 2. | 9 ottobre 2022    | Internationaux De Reims Champagne, Reims | Cemento (i) | Manon Léonard             | 6-2, 6(3)-7, 6-3 |
| 3. | 16 ottobre 2022   | Open Féminin 50, Cherbourg-en-Cotentin   | Cemento (i) | Irene Burillo Escorihuela | 3-6, 7-5, 6-2    |
| 4. | 15 gennaio 2023   | GB Pro-Series Loughborough, Loughborough | Cemento (i) | Eliz Maloney              | 6-0, 6-4         |
| 5. | 5 febbraio 2023   | Federaçáo Portuguesa de Ténis, Porto     | Cemento (i) | Lucrezia Stefanini        | 6-2, 6-4         |
| 6. | 17 settembre 2023 | Le Neubourg Open, Le Neubourg            | Cemento     | Alina Korneeva            | 4-6, 6-2, 7-6(7) |
| 7. | 10 novembre 2024  | Kyotec Open, Pétange                     | Cemento (i) | Océane Dodin              | 6-2, 6-4         |

#### Sconfitte (2)
| Torneo $100.000 (0) |
| Torneo $80.000 (0)  |
| Torneo $60.000 (2)  |
| Torneo $40.000 (0)  |
| Torneo $25.000 (0)  |
| Torneo $15.000 (0)  |

| N. | Data           | Torneo                        | Superficie  | Avversaria in finale | Punteggio        |
| 1. | 16 aprile 2023 | Axion Open, Chiasso           | Terra rossa | Mirra Andreeva       | 6-1, 6(3)-7, 0-6 |
| 2. | 10 marzo 2024  | Empire Women's Indoor, Trnava | Cemento (i) | Suzan Lamens         | 2-6, 2-6         |

### Doppio

#### Vittorie (6)
| Torneo $100.000 (1) |
| Torneo $80.000 (0)  |
| Torneo $60.000 (3)  |
| Torneo $40.000 (1)  |
| Torneo $25.000 (0)  |
| Torneo $15.000 (1)  |

| N. | Data             | Torneo                                         | Superficie  | Compagna           | Avversaria in finale               | Punteggio        |
| 1. | 7 ottobre 2022   | Internationaux De Reims Champagne, Reims       | Cemento (i) | Irina Balus        | Mallaurie Noël Margot Yerolymos    | 6-2, 6-0         |
| 2. | 4 febbraio 2023  | Federaçáo Portuguesa de Ténis, Porto           | Cemento (i) | Yanina Wickmayer   | Alice Robbe Tara Würth             | 6-1, 6-4         |
| 3. | 24 febbraio 2024 | Federaçáo Portuguesa de Ténis, Porto           | Cemento (i) | Anna Bondár        | Francisca Jorge Matilde Jorge      | 6-4, 3-6, [11-9] |
| 4. | 17 maggio 2024   | Zagreb Ladies Open, Zagabria                   | Terra rossa | Laura Pigossi      | Emily Appleton Prarthana Thombare  | 4-6, 6-1, [10-8] |
| 5. | 17 agosto 2024   | Cary Tennis Classic, Cary                      | Cemento     | Tamara Zidanšek    | Oksana Kalašnikova Iryna Šymanovič | 4-6, 6-3, [11-9] |
| 6. | 27 ottobre 2024  | Internationaux Féminins de la Vienne, Poitiers | Cemento (i) | Anna-Lena Friedsam | Martyna Kubka Conny Perrin         | 6-4, 6-1         |

#### Sconfitte (1)
| Torneo $100.000 (0) |
| Torneo $80.000 (0)  |
| Torneo $60.000 (1)  |
| Torneo $40.000 (0)  |
| Torneo $25.000 (0)  |
| Torneo $15.000 (0)  |

| N. | Data          | Torneo                        | Superficie  | Compagna         | Avversaria in finale          | Punteggio        |
| 1. | 1º marzo 2025 | Empire Women's Indoor, Trnava | Cemento (i) | Elena Pridankina | Jesika Malečková Miriam Škoch | 7-5, 3-6, [2-10] |

## Competizioni a squadre

### Sconfitte (1)
| N. | Data           | Torneo            | Superficie  | Compagno      | Avversari in finale     | Punteggio |
| 1. | 23 luglio 2023 | Hopman Cup, Nizza | Terra rossa | Leandro Riedi | Donna Vekić Borna Ćorić | 0-2       |

## Grand Slam Junior

### Doppio

#### Sconfitte (1)
| Tornei del Grande Slam  |
| ----------------------- |
| Australian Open (0)     |
| Open di Francia (1)     |
| Torneo di Wimbledon (0) |
| US Open (0)             |

| N. | Data          | Torneo                  | Superficie  | Compagna          | Avversarie in finale         | Punteggio |
| 1. | 4 giugno 2022 | Open di Francia, Parigi | Terra rossa | Nikola Bartůňková | Sára Bejlek Lucie Havlíčková | 3-6, 3-6  |